# Megachile inscita
Megachile inscita är en biart som beskrevs av Mitchell 1930. Megachile inscita ingår i släktet tapetserarbin, och familjen buksamlarbin. Inga underarter finns listade i Catalogue of Life.